# Matthew Henry
Pour les articles homonymes, voir Henry.
Matthew Henry (18 octobre 1662 – 22 juin 1714) est un commentateur biblique et un pasteur presbytérien.

## Vie
Il est né à Broad Oak, une ferme à la frontière du Sir y Fflint et du Shropshire. Son père, Philip Henry, venait d'être évincé de l'Église anglicane après avoir refusé de se conformer l’Acte d'uniformité de 1662. Contrairement à la plupart de ses condisciples, Philip possédait quelques moyens privés, et pu assurer à son fils une bonne éducation. Matthew fréquenta d'abord une école à Islington, puis à Gray's Inn. Il abandonne bientôt ses études de théologie, et en 1687 devient pasteur dans une congrégation presbytérienne à Chester. Il déménage en 1712 à Mare Street, Hackney. Deux ans plus tard, le 22 juin 1714, il meurt soudainement d'une apoplexie au 41 High Street à Nantwich pendant un voyage de Chester à Londres.

## Travaux
L'ouvrage le plus connu de Matthew est son Exposition of the Old and New Testaments. L'édition originale, éditée en 1706, présente une explication approfondie, verset par verset, de la totalité de l'Ancien Testament, des évangiles et des Actes des Apôtres. Après la mort de l'auteur, le travail, en partie basé sur des notes de Matthew, a été achevé par treize autres ministres non-conformistes et édité par George Burder et John Hughes en 1811. 